# Bushy House
Bushy House est une ancienne résidence du roi Guillaume IV et de la reine Adélaïde à Teddington, Londres, classée Grade II *, que Lord Halifax construit pour son propre plaisir sur le site d'une ancienne maison Upper Lodge, Bushy Park, entre 1714 et 1715.
Il fait partie du National Physical Laboratory et ses deux étages supérieurs donnent sur Bushy Park attenant. La maison et 30 acres (12,14056926 ha) des terres environnantes de Bushy Park sont prises comme site pour le National Physical Laboratory (NPL) en 1900 après des inquiétudes concernant l'inondation du site précédemment proposé dans le Old Deer Park, Richmond; il ouvre ses portes dans le cadre de cet important laboratoire en 1902.
Le rez-de-chaussée et le sous-sol de Bushy House sont convertis en espace de laboratoire et Richard Glazebrook, le premier directeur de NPL, et les directeurs ultérieurs, utilisent une partie du bâtiment comme logement privé. Bushy House contient des laboratoires, deux petits musées qui contiennent principalement du matériel scientifique ancien et des salles utilisées pour des réunions et des conférences.

## Histoire
Bushy House dans sa première forme est construite en 1663 par William Samwell pour Edward Proger, pour un coût de 4 000 £ (626 000 £ en 2015),  en tant que loge du gardien/Ranger de Bushy Park dans ce qui est à l'époque la partie Nord. Proger est nommé Ranger de Bushy Park pour le récompenser de sa loyauté envers le roi Charles II pendant son exil.
Il est reconstruit par le comte d'Halifax de 1714 à 1715 après qu'il a acheté les trois parcs de la duchesse de Cleveland et est nommé ranger . La maison et le poste passent ensuite à son cousin George Montague (1715–1737) puis à son fils George Montagu-Dunk (2e comte d'Halifax) (1737–1771) . De 1771 à 1792, il est occupé par le petit-fils du 1er comte par l'intermédiaire de sa fille aînée, Frederick North, premier ministre, qui possède d'autres résidences comme à Epsom et dans le centre de Londres ou Westminster.
En 1797, après la mort de Lord North et de sa femme, le roi George III nomme son fils, le duc de Clarence, garde forestier de Bushy Park, emportant avec lui sa résidence à Bushy House . Clarence et sa maîtresse Dorothea Jordan y vivent avec leurs dix enfants jusqu'à la fin de la relation du couple en 1811 . Clarence continue à y vivre avec les enfants FitzClarence et plus tard sa femme la princesse Adélaïde après leur mariage en 1818. Lorsqu'à 6 heures du matin le 26 juin 1830, un messager de Londres arrive à Bushy House avec la nouvelle que le roi George IV est mort et que Clarence est maintenant le roi Guillaume IV, il aurait répondu qu'il avait "toujours souhaité coucher avec une reine". et retourna se coucher. Après sa mort en 1837, Bushy House devient la résidence officielle d'Adélaïde jusqu'à sa mort en 1849.
En 1865, la reine Victoria offre Bushy House au prince Louis, duc de Nemours et à d'autres membres de la famille royale française en exil alors qu'ils tentent de restaurer la maison de Bourbon. Après son retour en France en 1871, il conserve Bushy House jusqu'à sa mort en 1896 au cas où il serait à nouveau contraint de quitter la France, et Nemours n'ayant pas d'enfants comme héritiers, la maison se vide en 1897.
En mars 1902, le nouveau laboratoire national de physique est ouvert à Bushy House par le prince de Galles (plus tard le roi George V).

## Galerie

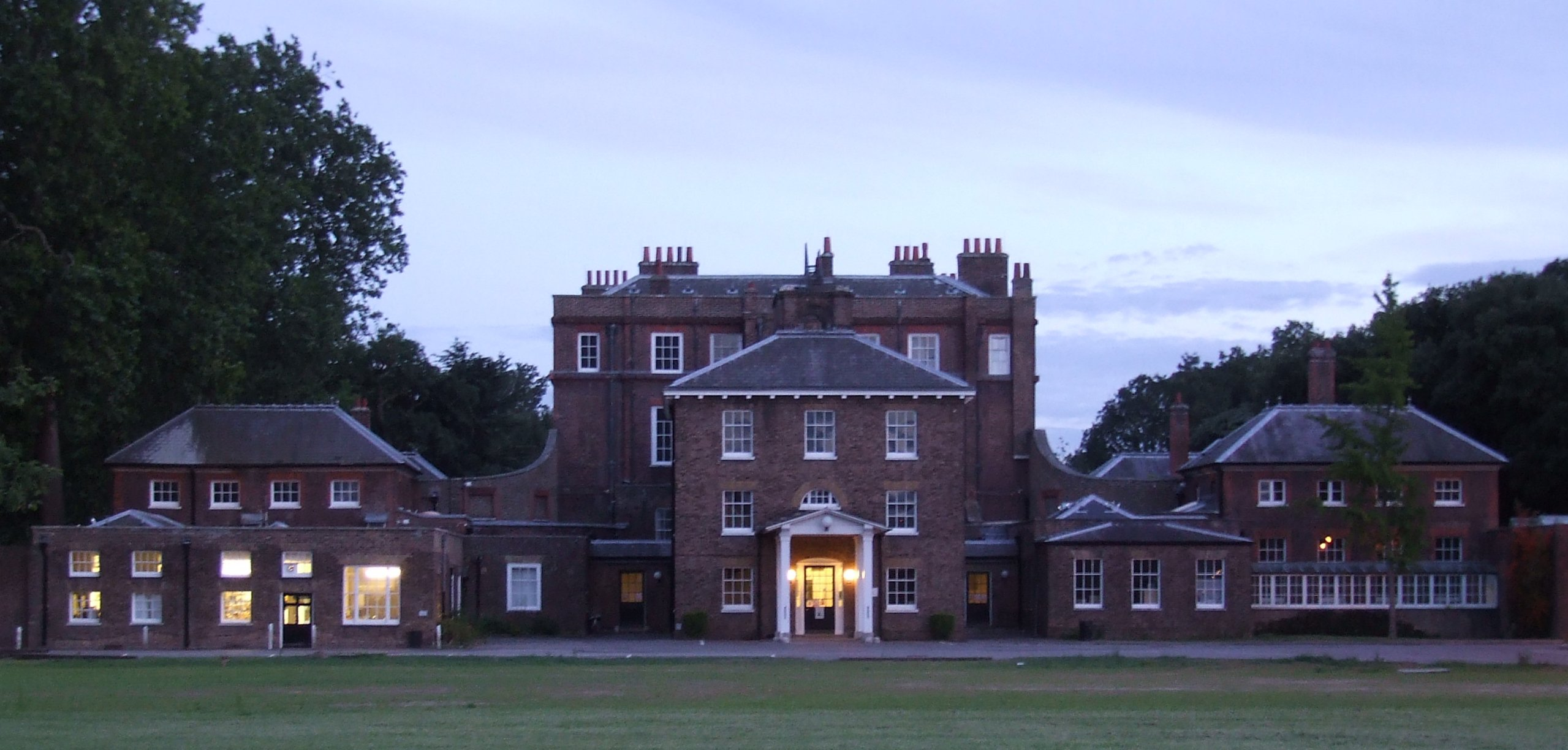
Côté nord de Bushy House en 2007
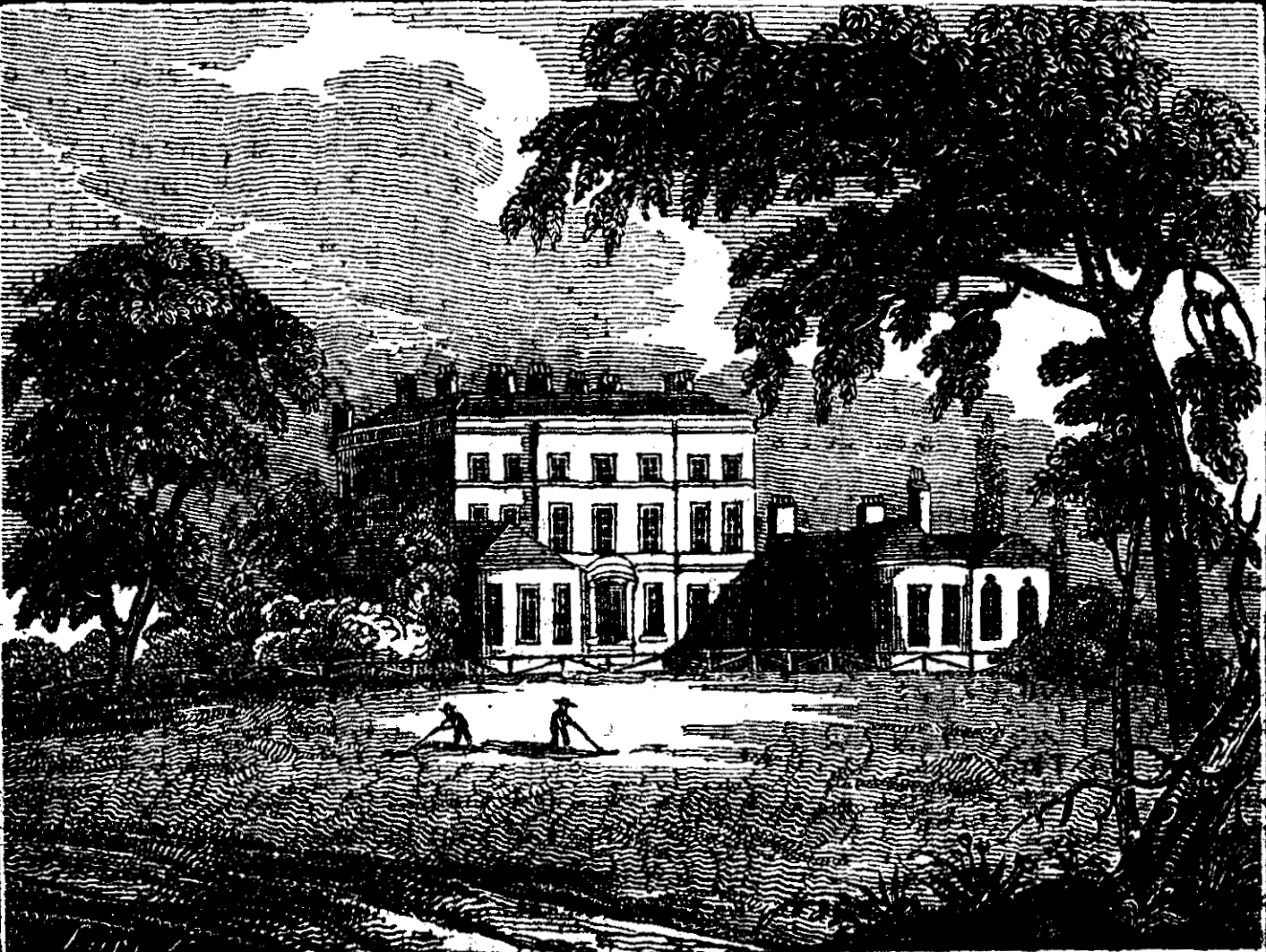
Bushy House d'après une illustration de livre de 1827
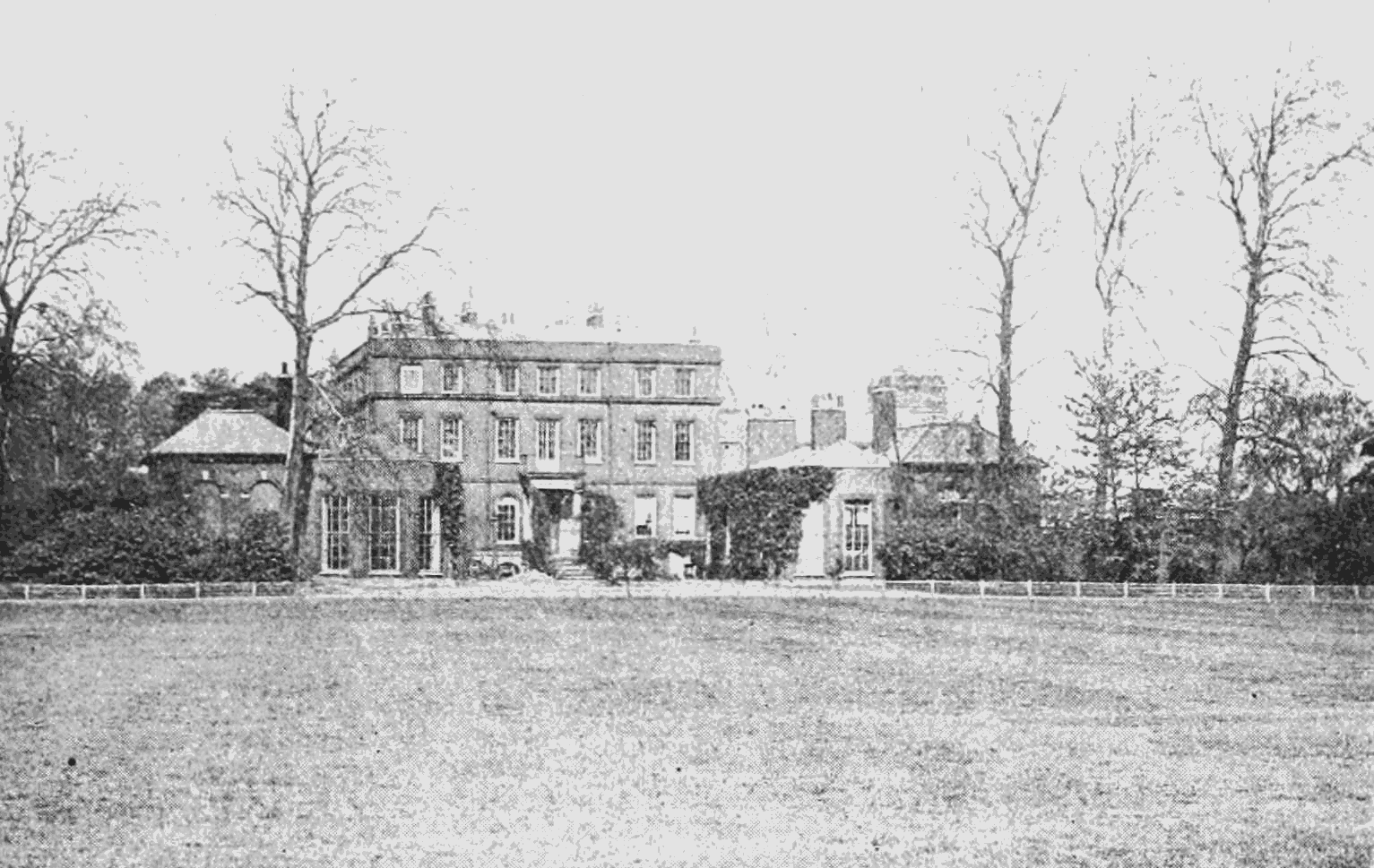
Côté est de Bushy House en 1901/1902

## Sources
- Eileen Magnello, A Century of Measurement, Canopus, 2000 (ISBN 0-9537868-1-1)
- L'histoire de Bushy House